# Kirchenruine Feldbach

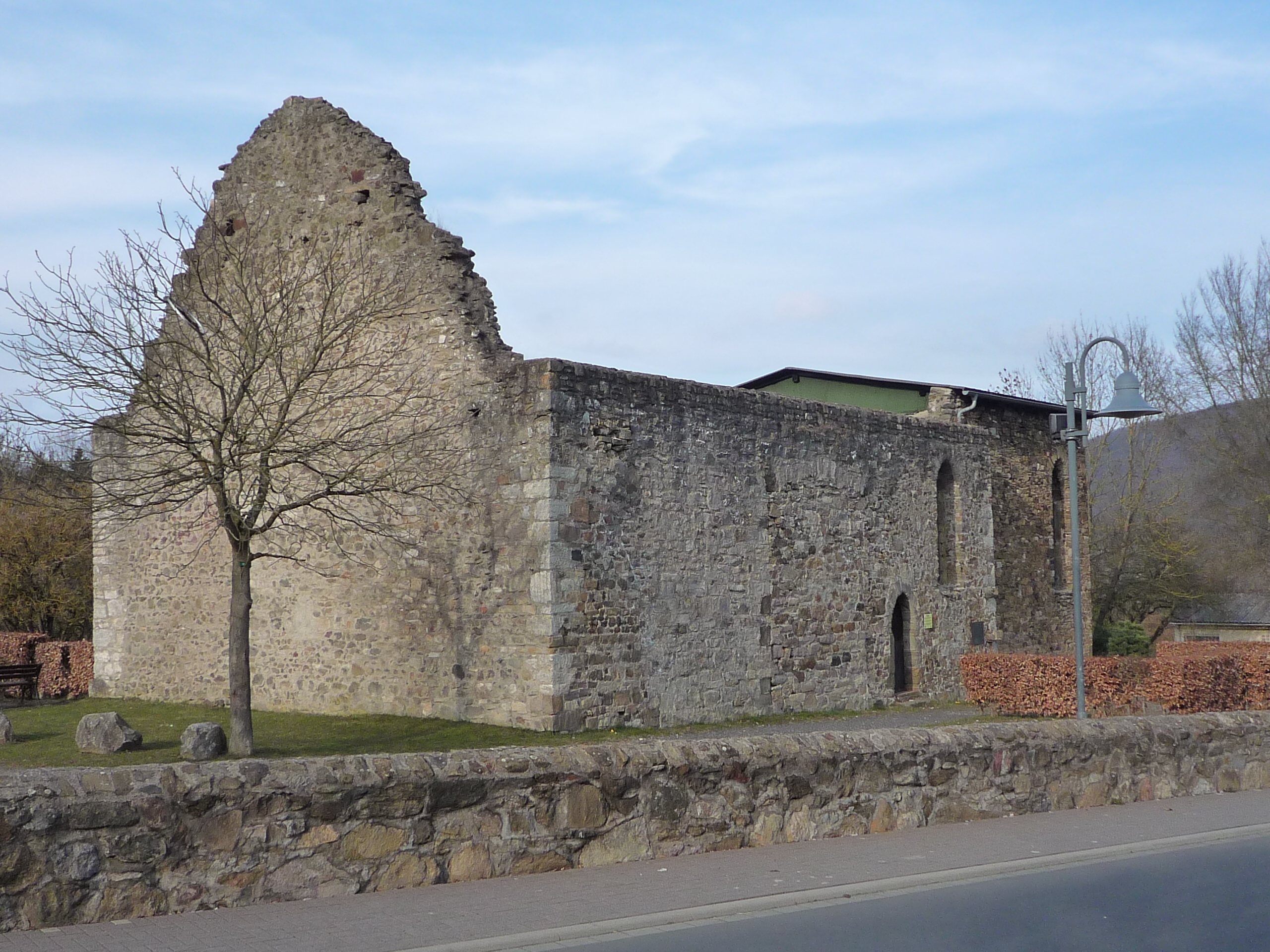
Kirchenruine Feldbach

Bei der Kirchenruine Feldbach handelt es sich um die Überreste der Sankt-Nikolaus-Kirche des abgegangenen Dorfes Feldbach. Die Sankt-Nikolaus-Kirche diente bis 1491 als Pfarrkirche der mittelhessischen Stadt Dillenburg.

## Geschichte
Die Nikolaus-Kirche im Dorf „Veltbach“ wurde 1287 unter Graf Otto von Nassau-Dillenburg (1247–1289) zunächst als kleiner Rechteckbau mit einem quadratischen Chor errichtet. In den folgenden Jahren wurde sie zum Wallfahrtsort, nachdem Wunder geschehen sein sollen, die der Heiligen Elisabeth zugeschrieben wurden.
Nachdem die Kirche zur Dillenburger Pfarrkirche erhoben wurde, erfolgte eine Erweiterung des Chores durch einen dreiseitigen Schluss. Ab der Mitte des 15. Jahrhunderts wurde mit einem größeren Neubau begonnen. Als die Stadtkirche in Dillenburg 1491 eingeweiht und die Pfarrei dorthin verlegt wurde, kam der Bau zum Stillstand und blieb unvollendet.
Bis zur Reformation wurden weiterhin Sonntagsmessen in dem Gebäude gelesen, danach verfiel es allmählich.